# Срамно окосмяване
Срамно или пубисно окосмяване (на латински: pubes) е окосмяването, което се намира в гениталната област на подрастващи и възрастни хора. То е разположено на и около половите органи, чатала и понякога в горната част на вътрешността на бедрата.
Въпреки че в периода на детството присъстват фини косъмчета, за срамни косми се считат по-тежките, по-дълги и по-груби косми, които се развиват по време на пубертета като ефект от повишените нива на андроген при мъжете и естроген при жените. Срамните косми са част от окосмяването по тялото на човек и вторична сексуална характеристика.

## Анатомия
Срамното окосмяване и това под мишниците може да се различава значително по цвят от това по скалпа. При повечето хора първото е по-тъмно, въпреки че в редки случаи може и да е по-светло. В повечето случаи то е най-близко до цвета на веждите на индивида.
Структурата на косъма варира от плътно навита до напълно изправена и не е задължително да съответства на текстурата на косъма на скалпа.

## Функция
Някои учени считат, че функцията на срамното окосмяване е разпространение на феромони и защита против триене по време на полов акт. Космите също така образуват естествена защита против микроби.

## История
Във висшето общество в Викторианска Англия срамни косми от любимия човек са били често колекционирани като сувенир. Например къдрици са били носени като кокарди в мъжките шапки като талисмани на потентност или разменяни между любовници като символи на привързаност. Музеят в университета на Сейнт Андрюс в Шотландия има в колекцията си декоративна кутия, пълна с интимни косми от любовниците на крал Джордж IV.

## Различни култури
Много култури считат срамните косми за еротични. В повечето култури се очаква гениталиите на мъжете и жените да бъдат покрити от тях по всяко време, а в други съществува обща норма за тяхното премахване, особено сред жените, практика, която се разглежда като част от личната хигиена. В други култури излагането на срамно окосмяване (например при носене на бански костюм) може да се разглежда като неестетично или смущаващо и поради това се подрязва или оформя по друг начин с цел прикриването му.